# Andrés Cepeda
Andrés Cepeda Cediel (Bogotá, 7 de julho de 1973) é um cantor e compositor colombiano. Ele já se apresentou em vários países e vendeu mais de 15 milhões de cópias de seus álbuns.

## Biografia
Nascidos em Bogotá, e caçula de cinco filhos, Andrés Cepeda desde cedo demonstrou interesse pela música e começou a estudar piano aos 5 anos. Compôs sua primeira composição aos 12 anos. Estudou no Colégio de San Carlos e posteriormente no Colégio de Emilio Valenzuela. Começou sua carreira musical como vocalista da Poligamia, uma banda de rock pop latino que fundou com alguns amigos quando era adolescente. Após a dissolução do grupo, Cepeda continuou sua carreira na música como solista, obtendo sucesso em diversos gêneros como bolero  e balada, além de outros gêneros românticos. Seu álbum "El carpintero" ganhou disco de platina quádrupla na Colômbia.

## Discografia
- 1999: Sé Morir
- 2001: El Carpintero
- 2003: Canción Rota
- 2005: Para Amarte Mejor
- 2009: Día Tras Día
- 2012: Lo Mejor Que Hay En Mi Vida
- 2015: Mil ciudades
- 2020: Trece
- 2021: Me estás haciendo falta
- 2023: Décimo Cuarto